# 大象巴巴
大象巴巴（Babar the Elephant）是一個受歡迎的法國儿童文学中的虛構象。最早出現在尚·迪·布倫諾夫1931年的作品巴巴的故事（L'Histoire de Babar）並迅速走紅。英文版於1933年在英國與美國推出。全書是根據布倫諾夫的妻子西西（Cecile）為孩子所想出的故事所改編。它敘述一個名叫巴巴的小象離開叢林，造訪大城市，然後將文明的益處帶回叢林與同類分享。
布倫諾夫在1937年去世前曾寫了約六個以上的故事，他的兒子Laurent de Brunhoff同樣是個傑出的作家與繪畫家，他從1946年的Babar et Le Coquin d'Arthur開始便將這系列的故事繼續發展下去。
電視系列則由Nelvana Limited and Clifford Ross Company負責，從1989年1月3日播放至1991年6月5日，共有78集。